# Библиотека Марчана
Библиотеката Марчана (на италиански: Biblioteca Nazionale Marciana, Biblioteca Marciana, Libreria Marciana, Libreria Sansoviniana, Libreria Vecchia, Libreria di San Marco) е сред най-големите библиотеки на Италия. Намира се на площад „Сан Марко“ във Венеция.
През 1362 година Франческо Петрарка подарява своите ръкописи на град Венеция. На 31 май 1468 кардинал Висарион Никейски (Василий Бесарион) подарява частната си библиотека (746 тома) на Република Венеция за обществено ползване от хората, ad communem hominum utilitatem. Двете дарения образуват основата на библиотеката на катедралата Свети Марко (Marciana).
Строежът на сградата е започнат от архитект Якопо Сансовино през 1537-1553 г. и завършен от Винченцо Скамоци от 1582 до 1588 година.
През 1603 година Венеция издава закон, който задължава да се дава един екземпляр от всяка нова книга на Библиотека Марчана.